# Pietro Bartolo
Pietro Bartolo (ur. 10 lutego 1956 w m. Lampedusa e Linosa) – włoski lekarz, działacz społeczny i polityk, poseł do Parlamentu Europejskiego IX kadencji.

## Życiorys
Urodził się na Lampedusie. Uczył się w szkołach w Trapani i Syrakuzach, następnie ukończył studia medyczne na Uniwersytecie w Katanii. Specjalizował się w zakresie ginekologii i położnictwa. Po kilku latach praktyki zawodowej powrócił na Lampedusę, gdzie kontynuował pracę jako lekarz. Od 1988 prowadził gabinet lekarski oddziału włoskich sił powietrznych, w 1991 został urzędnikiem odpowiedzialnym lokalnie za higienę i profilaktykę zdrowotną. Od 1993 kierował też lokalną kliniką zdrowotną. Działał jednocześnie w samorządzie rodzinnej miejscowości. Do 2007 był radnym, w latach 1988–1993 pełnił funkcję burmistrza i asesora do spraw zdrowia.
Od 1992 aktywnie zaangażowany w udzielanie pomocy licznie przybywającym na Lampedusę imigrantom. W 2011 został głównym koordynatorem do spraw opieki medycznej udzielanej imigrantom na wyspie. Pełnienie tej funkcji przypadło na okres kryzysu migracyjnego w Europie. W październiku 2013, kilka tygodni po przebytym niedokrwieniu mózgu, kierował pomocą medyczną dla ocalałych z katastrofy u wybrzeży Lampedusy, w której zginęło ponad 360 osób. Za swoją działalność społeczną wyróżniony m.in. Nagrodą im. Sérgio Vieira de Mello. Był jednym z głównym bohaterów nagradzanego filmu dokumentalnego Fuocoammare. Ogień na morzu z 2016. Współautor publikacji Lacrime di sale. La mia storia quotidiana di medico di Lampedusa fra dolore e speranza (2016) i autor publikacji Le stelle di Lampedusa. La storia di Anila e di altri bambini che cercano il loro futuro fra noi (2018).
W 2019 dołączył do ugrupowania Democrazia Solidale. W tym samym roku z listy Partii Demokratycznej uzyskał w dwóch okręgach mandat posła do Parlamentu Europejskiego IX kadencji, decydując się na jego objęcie w okręgu wyspiarskim. W 2023 został członkiem Partii Demokratycznej.

## Odznaczenia
Odznaczony Orderem Zasługi Republiki Włoskiej klasy V (2014) i III (2016).